# Musculus stylopharyngeus

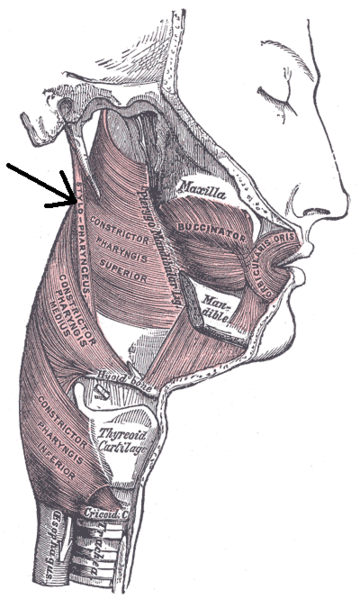
A garat és az orca izmai (a nyíl mutatja az izmot)

A musculus stylopharyngeus egy izom az ember nyakában.

## Eredés, tapadás, elhelyezkedés
A processus styloideus ossis temporalis belső oldalának alapjáról ered. Lefelé fut a középső garat-összeszorító izom (musculus constrictor pharyngis medius) és a felső garat-összeszorító izom (musculus constrictor pharyngis superior) között. A pajzsmirigy porc (cartilago thyroidea) hátsó oldalán tapad.

## Funkció
- Emeli a gégét
- Emeli a garatot
- Tágítja a garatot, ha nagy falatot nyelünk, tehát besegít a nyelésben

## Beidegzés, vérellátás
A nervus glossopharyngeus idegzi be. Az arteria pharyngealis ascendens rami pharyngeales arteriae pharyngeae ascendentis nevű ága látja el vérrel.

## Külső hivatkozások
- Kép, leírás
- Fül-orr-gége